# Ansaldo Energia
Pour les articles homonymes, voir Ansaldo (homonymie).
Ansaldo Energia SpA est un constructeur italien de centrales électriques.

## Historique
En 1853, la compagnie Gio. Ansaldo & C. est créée à Sampierdarena, alors commune autonome près de Gênes, en Ligurie, dans le nord de l'Italie, pour fabriquer des locomotives. En 1912, l'entreprise se diversifie dans la fabrication de centrales électriques.
En 1948, est créée la Società Finanziaria Meccanica (Finmeccanica) par l'Istituto per la Ricostruzione Industriale (IRI) pour regrouper les participations de l'État italien dans les industries mécaniques et navales. Ansaldo, avec Alfa Romeo, San Giorgio, Sant'Eustachio, Navalmeccanica, Cantieri Navali dell'Adriatico, fait partie des entreprises qui constituent la Finmeccanica.
En 1949, Ansaldo acquiert une licence General Electric pour la fabrication de turbines à vapeur et de centrales électriques. En 1980, Ansaldo commence à internationaliser son activité de construction électrique.
En 1991, Ansaldo Energia est créée pour regrouper l'ensemble des activités de construction électrique d'Ansaldo. L'entreprise rachète Franco Tosi en 1991, Thomassen Turbine Systems et ESG en 2006. En 2008, il existe à travers le monde 100 turbines à gaz construites par Ansaldo Energia.
En mars 2011, Finmeccanica en difficultés financières revend 45 % d'Ansaldo Energia au fonds d'investissement américain First Reserve Corporation pour 1,2 milliard d'euros.
En octobre 2013, le Fondo Strategico Italiano (FSI) prend pour 657 millions d'euros une participation de 85 % dans Ansaldo Energia, en rachetant les 45 % détenus par First Reserve Corporation et 40 % détenus par Finmeccanica.
En mai 2014, le FSI revend 40 % d'Ansaldo Energia au fabricant de matériel électrique chinois Shanghai Electric Group pour 400 millions d'euros. Le FSI conserve 45 % du capital, 15 % étant toujours détenus par Finmeccanica (aujourd'hui Leonardo).
En juillet 2016, l'entreprise entreprend la construction d'un nouvel établissement à Cornigliano, quartier de Gênes face à Sampierdarena, sur la rive opposée du Polcevera, pour l'assemblage des turbines à gaz de nouvelle génération héritées d'Alstom. Au terme des travaux, en juillet 2017, la fabrication jusqu'alors réalisée en Allemagne est transférée en Italie. La nouvelle production concerne les technologies obtenues par la société par actions ligure après l'acquisition d'Alstom par General Electric. L'antitrust de Bruxelles a en effet permis l'opération à la multinationale américaine à condition que la technologie des turbines à gaz de l'entreprise française soit cédée à un concurrent européen. Le choix s'est porté sur Ansaldo Energia.
À la suite de l'effondrement, le 14 août 2018, de la travée et du pylône du pont Morandi situés sur la rive droite du Polcevera dans le quartier limitrophe de Sampierdarena, les experts commis par le Parquet de Gênes ont estimé qu'une partie du site occupé par Ansaldo Energia devait être classé en « zone rouge » du fait des détériorations constatées sur la partie ouest du viaduc contiguë aux bâtiments de la rue Nicola Lorenzi, des fissures importantes à la fois horizontales et verticales, liées semble-t-il, non pas à l'effondrement, mais à des infiltrations continues dans le temps et dans certains cas visibles par l'écoulement d'un filet d'eau, qui affectent l'étanchéité de la partie interne de la structure en béton et en acier en la corrodant. Si les estimations des premières expertises se confirment, la zone devra être évacuée comme l'a été celle des rues Walter Fillak et Enrico Perro sur la rive opposée de Sampierdarena. La Société estime que 750 emplois sur un total de 2 800, sous-traitants compris, sont menacés. Cependant, le 27 août, le maire de Gênes Marco Bucci signe une ordonnance réduisant, sur l'avis des experts nommés par la ville, la « zone rouge » de la rive droite du Polcevera, le côté ouest du pont effondré, de 110 m à 67,5 m, levant l'interdiction de circulation et autorisant la reprise du travail de plusieurs entreprises dont l'Ansaldo Energia.
En janvier 2021, la société est détenue à 88 % par le groupe Cassa Depositi e Prestiti et à 12 % par Shanghai Electric Corporation, qui détiennent conjointement une dette financière de plus d'un milliard d'euros. Dans les mois qui suivent, le partenaire chinois acquiert 40 % des actions flottantes.

## Activité
Ansaldo Energia est le principal fabricant italien de centrales électriques et de turbines. Le groupe est structuré en trois branches : les turbines à gaz, les turbines à vapeur et les centrales électriques et générateurs.
- Centrales électriques : centrales hydrauliques, centrales à cycle combiné, centrales thermiques, centrales à cycle ouvert, centrales géothermiques
- Composants : turbines à gaz de 70 à 290 MW, turbines à vapeur de 80 à 1 200 MW, turbogénérateurs, hydrogénérateurs

La capacité électrique installée totale d'Ansaldo Energia est de 176 457 MW en décembre 2008, répartie dans plus de 90 pays. Cette capacité installée se répartit entre les centrales thermiques (131 000 MW) et les centrales hydrauliques (46 000 MW). 100 000 MW sont installés en Europe, 34 000 MW aux Amériques, 32 000 MW en Afrique et 11 000 MW en Asie.
Dans les composants, Ansaldo Energia a installé pour 89 000 MW de turbines à vapeur, dont 2 000 MW pour des centrales géothermiques, 6 000 MW pour des centrales nucléaires, et 6 000 MW pour des centrales à cogénération. Ansaldo Energia a également installé 26 000 MW de turbines à gaz, 106 000 MVA de turbogénérateurs et 27 000 MVA d'hydrogénérateurs.
En 2010, 69 % du chiffre d'affaires était réalisé dans les centrales électriques et les turbines, 28 % dans les services et 3 % dans les énergies renouvelables.

## Données financières
|                             | 2008 | 2009 | 2010 | 2011 | 2012 | 2013 |
| --------------------------- | ---- | ---- | ---- | ---- | ---- | ---- |
| Chiffre d'affaires (en M€)  | 1235 | 1561 | 1322 | 1232 | 1118 | 1079 |
| Résultat net (en M€)        | 90   | 83   | 65   | -16  | 3    | 24   |
| Carnet de commandes (en M€) | 1940 | 1107 | 1271 | 1250 | 1384 | 1261 |
| Nombre d'employés           | 2758 | 3014 | 2935 | 2937 | 2913 | 2871 |

## Les principales filiales
- Ansaldo Nucleare SpA : principale entreprise italienne dans l'industrie nucléaire, actif dans la conception et la fabrication de centrales nucléaires, leur exploitation, leur démantèlement et le retraitement des déchets radioactifs.
- Ansaldo Fuel Cells : développement de piles à combustible à carbonate fondu, l'un des principaux acteurs européens de la spécialité,
- Ansaldo Thomassen : fabrication de turbines à gaz,
- Ansaldo ESG : fabrication de turbines à vapeur, de turbo-générateurs, de hydro-générateurs[1].